# ماینینگن
شهر ماینینگن (به آلمانی: Meiningen) در ایالت تورینگن در کشور آلمان واقع شده‌است.